# بوغاتي بوليد
بوغاتي بوليد (Bugatti Bolide) هي سيارة رياضية تم تطويرها وتصنيعها من قبل شركة تصنيع السيارات الفرنسية بوغاتي في فولفسبورغ، وتم الكشف عنها على الإنترنت في 28 أكتوبر 2020.

## لمحة عامة
وفقًا لبوغاتي، تستخدم النسخة الاختبارية من بوليد محرك W16 مع نسبة وزن إلى قوة تبلغ 0.67 كـغ/PS (0.91 kg/kW؛ 0.67 كـغ/PS؛ 1.50 lb/hp) . أعلنت بوغاتي أن السيارة ستكون آخر سيارة بمحرك W16. يأتي الاسم من كلمة le bolide والتي تعني حرفياً «سيارة السباق» باللغة الفرنسية.

## المواصفات والأداء
تم تصميم السيارة باستخدام إطار نفس محرك W16 رباعي التربو بسعة 8 لتر وناقل حركة أوتوماتيكي مزدوج القابض بسبع سرعات والمستخدم في بوغاتي شيرون، إلا أن التحديثات في محرك W16 تسمح للسيارة بتوليد أكثر من 1,824 حصان (1,360 كـو؛ 1,824 حصان؛ 1,849 PS) و 1,850 نيوتن لكل متر (1,364 رطل·قدم) من عزم الدوران، 277 حصان (207 كـو؛ 277 حصان؛ 281 PS) أكثر من بوغاتي شيرون. يمكن أن تُعزى هذه الزيادة في القوة إلى الشفرات الأكبر في الشاحن التوربيني والتوجيه المختلف للشواحن التوربينية نفسها. الجمع بين حقيقة أن وزن السيارة فارغة هو فقط 1,240 كيلوغرام (2,733.7 رطل) ، وأنه يمكن أن تتسارع بوليد من 62 ميل في الساعة (100 كم/س) في 2.2 ثانية، 124 ميل في الساعة (200 كم/س) خلال 4.4 ثانية، من 0 إلى 186 ميل في الساعة (299 كم/س) في 7.4 ثانية، 249 ميل في الساعة (401 كم/س) خلال 12.1 ثانية 311 ميل في الساعة (501 كم/س) في 20.1 ثانية وبسرعة قصوى تزيد عن 311 ميل في الساعة (501 كم/س).
بالإضافة إلى ذلك، تذكر بوغاتي أن بوليد بها 0–249–0 ميل في الساعة (0–401–0 كم/س) 24.62 ثانية 0–311–0 ميل في الساعة (0–501–0 كم/س) وقت 33.62 ثانية. وفقًا للشركة، تُظهر المحاكاة الحاسوبية أن بوليد يمكن أن تدور على حلبة نوربورغرينغ في 5 دقائق و 23.1 ثانية، مما يجعلها أبطأ بأربع ثوان فقط من حامل الرقم القياسي الحالي، بورش 919 هايبرد إيفو. تمت محاكاة بوليد أيضًا لحوض مضمار حلبة دي لا سارث لمدة 3 دقائق و 7.1 ثانية فقط، مما يجعله أسرع بـ 7.6 ثانية من حامل الرقم القياسي الحالي، تويوتا TS050 ، التي قطعت المضمار في 3 دقائق و 14.7 ثانية.

## التصميم
يرجع التأثير الرئيسي على وزن السيارة الخفيف في بوليد إلى الهيكل الأحادي وجميع مكوناته المصنوعة من التيتانيوم، جنبًا إلى جنب مع جميع ألواح الهيكل تقريبًا المصنوعة من ألياف الكربون. من خلال استخدام شكل التصميم العدواني لسيارة السباق LMP1، بما في ذلك الشكل X المميز (المستوحى من طائرة Bell X-1)، تساعد الديناميكا الهوائية في السيارة على توليدها أكثر من 5,800 رطل (2,600 كـغ) من القوة السفلية عند 200 ميل في الساعة (320 كم/س) ، مع 4,000 رطل (1,800 كـغ) في الجناح الخلفي وآخر 1,800 رطل (820 كـغ) في الجناح الأمامي. ارتفاع بوليد 39.2 بوصة (100 سـم) ، يطابق ارتفاع سيارة السباق الشهيرة لبوغاتي Bugatti Type 57C.

## الإنتاج
في أغسطس 2021، أعلنت بوغاتي أنه سيتم تسليم السيارة لأول مرة في عام 2024 بسعر صافٍ للوحدة يبلغ 4 مليون يورو وسيقتصر الإنتاج على 40 وحدة. على الرغم من أن الإصدار الاختباري تميّز بقدرة إخراج طاقة بلغت 1,850 PS (1,361 كـو؛ 1,825 حصان؛ 1,850 PS)، فإن هذا تم تحقيق باستخدام وقود السباق 110 أوكتان. سيكون لنسخة الإنتاج قدرة تبلغ 1,600 PS (1,177 كـو؛ 1,578 حصان؛ 1,600 PS) مع رقم عزم دوران يبلغ 1,600 ن·م (1,180 رطلق·قدم) عند 2250 دورة في الدقيقة باستخدام غاز 98 RON. نسخة الإنتاج سوف تزن 1,450 كـغ (3,197 رطل) وبالتالي ستكون نسبة الوزن إلى القوة 0.9 كـغ/PS (1.2 kg/kW؛ 0.9 كـغ/PS؛ 2.0 lb/hp) عند استخدام غاز 98 RON.

## معرض صور

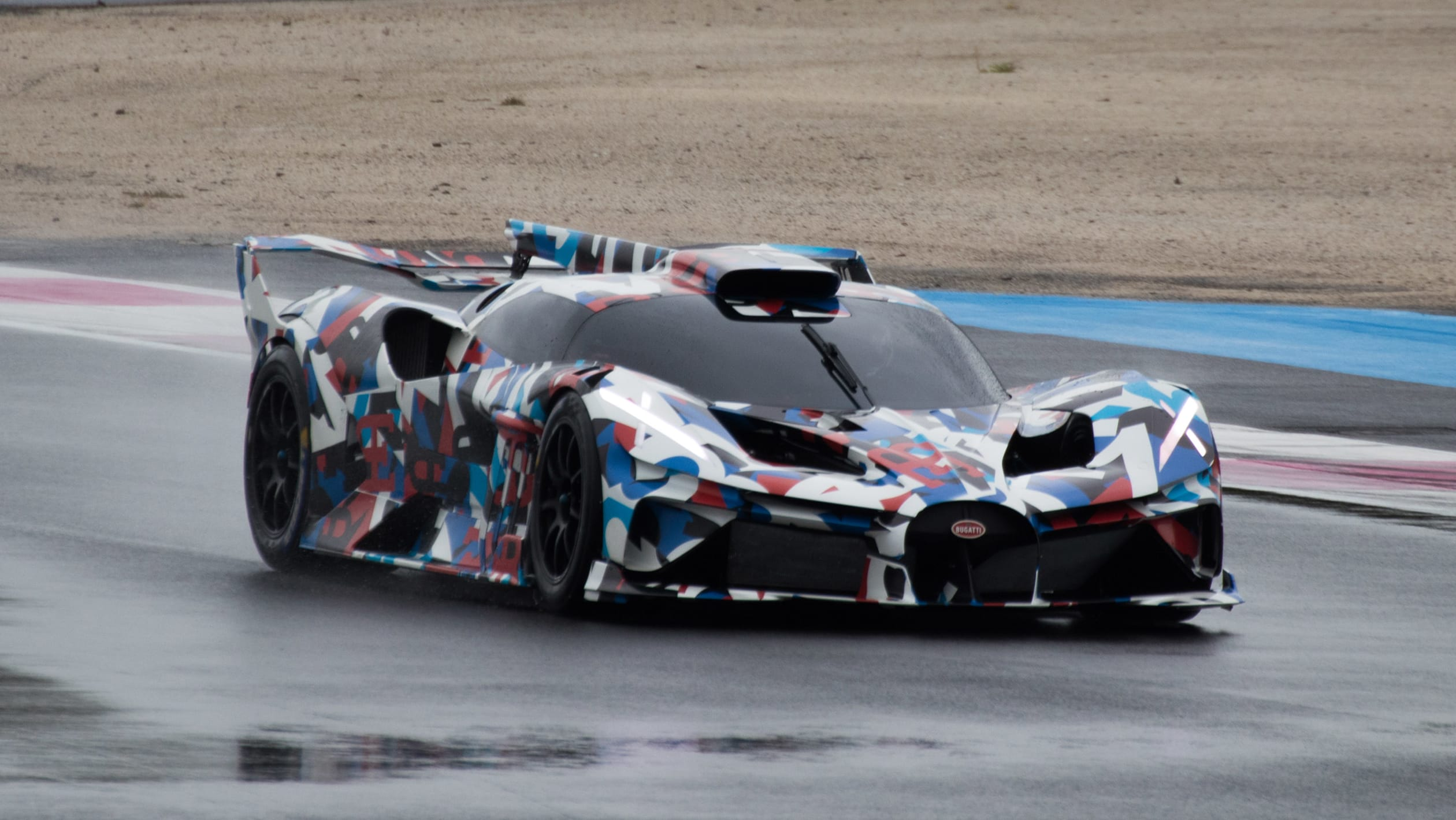
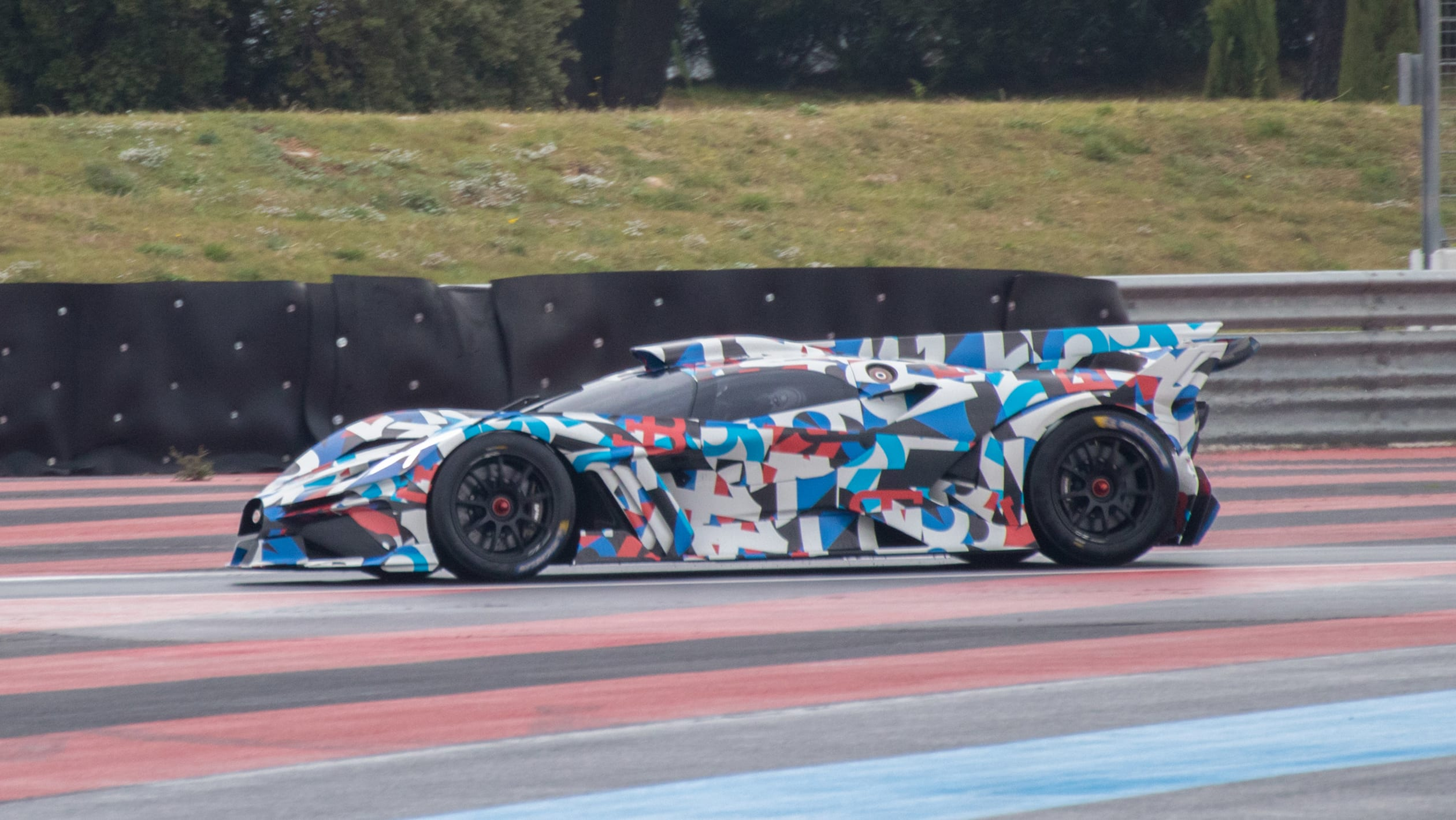
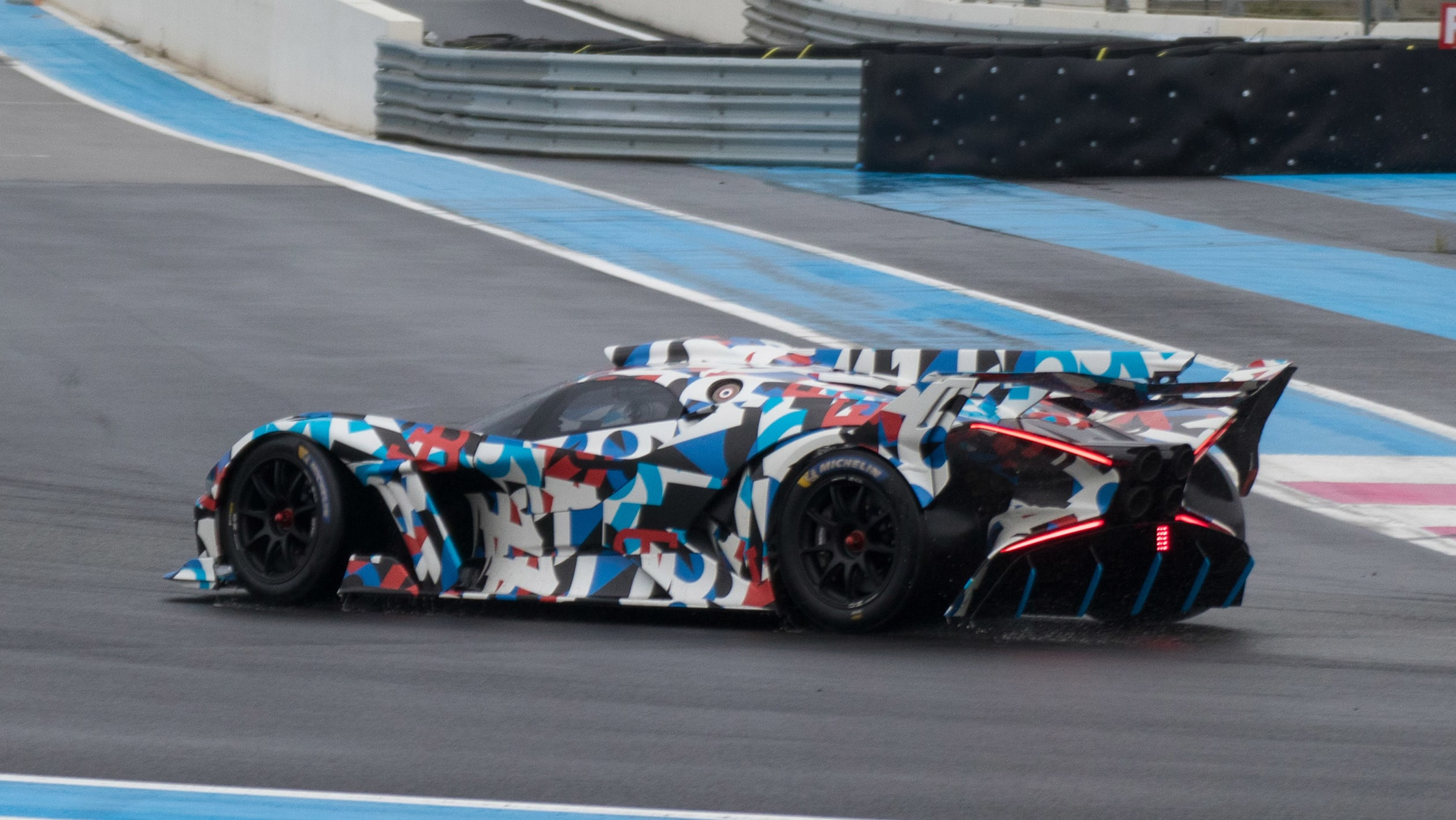